# Sean Murray

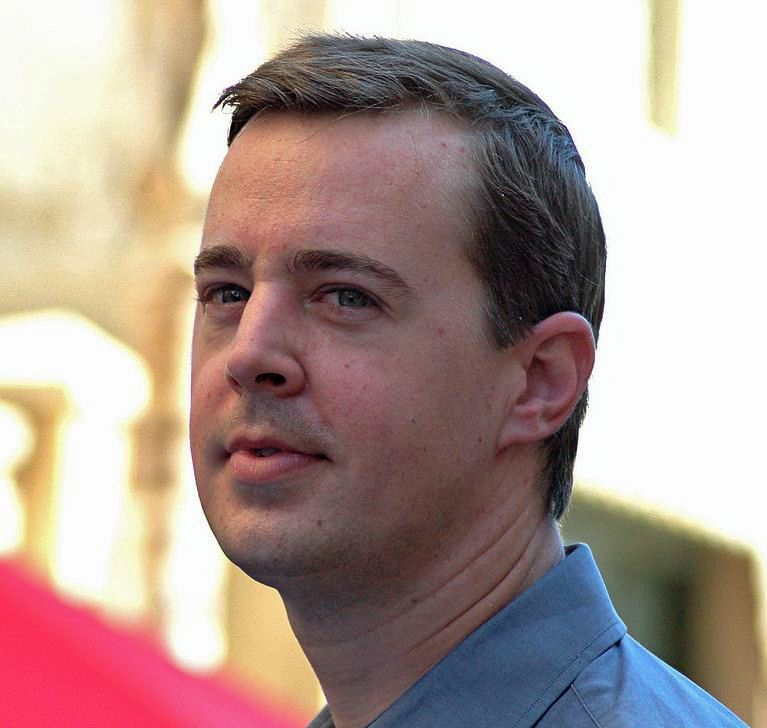
Sean Murray vid ceremonin för Mark Harmon när han fick en stjärna på Hollywood Walk of Fame den 1 oktober 2012.

Sean Murray, född 15 november 1977 i Bethesda, Maryland, är en amerikansk skådespelare.

## Filmografi (urval)
- 2000 – 2001 – På heder och samvete (TV-serie) – "Danny Walden"
- 2001 – Spring break lawyer (TV-film)
- 2003 – 2018 – NCIS (TV-serie) – "Timothy McGee"